# Symfonie nr. 2 (Van Gilse)
Jan van Gilse voltooide zijn Symfonie nr. 2 in Es-majeur in de winter van 1902/1903.
Van Gilse had na het overlijden van Franz Wüllner de Hochschule für Musik und Tanz Keulen ingewisseld voor een verblijf in Berlijn bij docent Engelbert Humperdinck. In die periode begon hij aan zijn Sinfonische Fantasie für grosses Orchester, die zou uitgroeien tot zijn tweede symfonie. Van Gilse werd destijds beïnvloed door de Derde symfonie van Gustav Mahler, die hij had horen repeteren en uitvoeren (onder leiding van de componist) op een feest van Duitse toonkunstenaars in Krefeld. Mahler was destijds bekender als dirigent dan als componist. 
De tweede symfonie kent drie delen:
1. Andante - Allegro energico
2. Intermezzo - Allegretto grazioso
3. Finale – Andante molto

## Uitvoeringsgeschiedenis
De première van Van Gilses Tweede symfonie vond plaats op 3 januari 1904 in het Amsterdamse Concertgebouw, waarbij Willem Mengelberg voor het Concertgebouworkest stond. Het gehele programma bestond uit werken die later in de vergetelheid raakten, behalve (min of meer) deze symfonie. Het programma:
1. Jan van Gilse: Symfonie nr. 2 in Es grote terts (wereldpremière)
2. Gerard von Brucken Fock – Van de zee en de verte (wereldpremière)
3. Leander Schlegel – Der sächsiche Prinzenraub (opus 21, symfonisch gedicht)
4. François Rasse – Symphonique romantique (opus 32)
5. Carl Smulders – Marche solennelle uit Andromède.

Mengelberg zette het werk op 18 januari 1904 in het Arnhemse Musis Sacrum opnieuw op de lessenaars, waarbij het zich moest bewijzen tegenover het Vioolconcert van Johannes Brahms, Les préludes van Franz Liszt en de Ouverture Egmont van Ludwig van Beethoven. Drie dagen later was de symfonie weer te horen in het Concertgebouw, waarbij het vooraf werd gegaan door twee werken van Beethoven en op 25 januari werd ze uitgevoerd in Sociëteit Harmonie te Rotterdam in een programma met werk van Beethoven, Richard Strauss, Pjotr Iljitsj Tsjaikovski en Richard Wagner.
Daarna zijn nog enkele uitvoeringen bekend, onder meer in 1917 door het Utrechtsch Stedelijk Orkest onder leiding van de componist zelf, die in dat jaar tot vaste dirigent van dat orkest benoemd was. In het interbellum reviseerde Van Gilse deze symfonie (onder meer de partij voor basklarinet verdween en er kwamen coupures die het werk tien minuten korter maakten). Van een uitvoering kwam het niet; Van Gilse verbleef nog wel in Arnhem met de Arnhemsche Orkest Vereniging, maar de Duitse bezetter verbood uitvoeringen van werken van deze componist die evenals zijn beide zonen in het verzet zat. De partituur verdween in de archieven van het Gelders Orkest om pas in 1976 herontdekt te worden.

## Kritiek
De muziekrecensent van de Arnhemsche Courant zag in het werk een "voortzetting van de eerder geconstateerde vooruitgang en een frisse ongekunsteldheid zonder volgepakte partituur". Diezelfde persoon zag in het enthousiasme van dirigent en orkest een bewijs voor de kwaliteit van het werk. De Tijd was na het derde concert een andere mening toegedaan: "niet schoon, niet bekoorlijk, niet expressief, niet interessant", met de toevoeging dat het schrijven van een symfonie niet voor iedereen is weggelegd. Het Rotterdamsch Nieuwsblad meldde 27 januari 1904 betere berichten voor de componist: "grote verscheidenheid van stemmingen en grondige kennis van de behandeling van het moderne orkest en van de klankeffecten".

## Opnamen
In 1984 vond de NCRV de tijd rijp het werk weer eens op de lessenaar te krijgen en liet een plaatopname maken door het Gelders Orkest onder leiding van de Belgische dirigent Georges Octors (vaste gastdirigent van het orkest). De elpee leidde weer naar een vergelijking met de muziek van Johannes Brahms, al werd de muziek in 1985 wat langdradig genoemd.
Het werd weer een tijd stil rond dit werk, totdat David Porcelijn het met het Orkest van het Oosten (Netherlands Symphony Orchestra) in 2008 opnam en uitbracht voor het Duitse platenlabel cpo.